# Przełęcz Weska
Weska (734 m) – przełęcz w bocznym grzbiecie Pasma Lubomira i Łysiny. Według Jerzego Kondrackiego pasmo to należy do Beskidu Wyspowego. Na mapach jednak i w przewodnikach turystycznych często zaliczane jest do Beskidu Makowskiego.
Weska znajduje się na grzbiecie odbiegającym od Trzech Kopców (894 m) w południowo-zachodnim kierunku do doliny Raby, pomiędzy wierzchołkami Przysłonia (804 m) i Patryji (764 m). Jest to płytkie i rozległe siodło. Jego wschodnie stoki opadają do doliny potoku Niedźwiadek (dopływ Kasinianki), zachodnie do doliny Średniej Suszanki (dopływ Suszanki). Siodło przełęczy jest trawiaste, jest więc dobrym punktem widokowym. Szersze widoki rozciągają się jednak z położonej na wschodnich stokach przełęczy dużej polany Weszkówka należącej do miejscowości Węglówka. Dawniej bezleśny, zajęty przez pola uprawne i łąki był cały zachodni stok przełęczy Weska należący do miejscowości Pcim. Obecnie jednak jest on już w dużym stopniu porośnięty lasem. Przez Weskę prowadzi znakowany szlak turystyczny. Przy szlaku tym, pomiędzy Weską a szczytem Patryji znajduje się na niewielkiej polance, wykonana w 2002 r. figurka św. Bernarda. W okolicy przełęczy zachowały się także pozostałości okopów rosyjskich z 1914 r.
Przez przełęcz Weska przebiega granica między wsią Pcim (stoki zachodnie) a wsią Węglówka (stoki wschodnie) w powiecie myślenickim, województwie małopolskim.

## Szlak turystyczny
Lubień – Patryja – Weska – Łysina.